# Tour della nazionale maschile di rugby a 15 delle Figi 1964
Nel 1964 la nazionale figiana di "rugby a 15" arriva in Europa per un lungo tour, che si concluderà in Canada. 12 partite con 5 vittorie 1 pareggio e sei sconfitte, l'onorevole bilancio di questo tour

## Risultati
Sistema di punteggio: meta = 3 punti, Trasformazione=2 punti. Punizione e calcio da mark=  3 punti. drop = 3 punti. 
| Bridgend 12 settembre 1964 | Bridgend & Maestag | 12 – 23 | Figi XV |  |

| Newport 16 settembre 1964 | Glamorgan & Monmouth | 23 – 22 | Figi XV |  |

| Llanelli 19 settembre 1964 | Western Counties XV | 6 – 12 | Figi XV | Stradley Park |

| Arbitro: | Bernard Marie |

| |            | |
| mete: Bebb 2 Pask, Prothero Thomas 2, Weaver trasf.: TG Price 2 c.p.: TG Price | Marcatori  | mete: Mucunabitu, Robe, Soqosoqo, Walisoliso 3 trasf.: Nasova 2 |
| 15.Terry Price, 14.David Weaver, 13.Maurice Richards, 12.Dave Thomas, 11.Dewi Bebb, 10.David Watkins, 9.Allan Lewis, 8.Alun Pask, 7.David Hayward, 6.Gareth Prothero, 5.John Mantle, 4.Brian Price (c), 3.John Lloyd, 2.Norman Gale, 1.Denzil Williams | Formazioni | 15.Seru Tuisese, 14.Suliasi Daunitutu, 13.Petero Rasiosateki, 12.Josateki Nasova, 11.Aporosa Robe, 10.George Barley, 9.Jese Mucunabitu, 8.Sela Toga, 7.Joeli Naucabalavu, 6.Aca Soqosoqo, 5.Vereniki Nalio, 4.Jope Snr. Naucabalavu Snr., 3.Sevaro Walisoliso, 2.Ulaiasi Tukana, 1.Suliasi Cavu (c) |

| Abertillery 29 settembre 1964 | Abertillery Newbridge | 11 – 11 | Figi XV |  |

| Lione 3 ottobre 1964 | South East XV | 28 – 8 | Figi XV |  |

| Perpignano 7 ottobre 1964 | Languedoc Rouissoln | 5 – 20 | Figi XV |  |

| Tolosa 10 ottobre 1964 | Francia B | 22 – 12 | Figi XV | Stadium Municipal |

| Biarritz 14 ottobre 1964 | South West XV | 20 – 11 | Figi XV |  |

| Arbitro: | Gwynne Walters |

| |            | |
| mete: Capdouze 2, Darrouy 2 Rupert trasf.: Dedieu 3 | Marcatori  | mete: Daunitutu |
| 15.Paul Dedieu, 14.Jean Gachassin, 13.Jean Capdouze, 12.Jean Pique, 11.Christian Darrouy, 10.Pierre Albaladejo, 9.Jean-Claude Lasserre, 8.Andre Herrero, 7.Michel Crauste (c), 6.Jean-Joseph Rupert, 5.Walter Spanghero, 4.Benoit Dauga, 3. Arnaldo Gruarin, 2.Jean-Michel Cabanier, 1.Jean-Claude Berejnoi | Formazioni | 15.Seru Tuisese, 14.Samuela Vanini, 13.Aporosa Robe, 12.Petero Rasiosateki, 11.Suliasi Daunitutu, 10.George Barley, 9.Jese Mucunabitu, 8.Suliasi Tolotu, 7.Joeli Naucabalavu, 6.Adriu Nadredre, 5.Jope Snr. Naucabalavu Snr., 4.Aca Soqosoqo, 3.Suliasi Cavu (c), 2.Ulaiasi Tukana, 1.Sevaro Walisoliso |

| Vancouver 22 ottobre 1964 | Columbia Britannica | 5 – 23 | Figi XV |  |

| Arbitro: | Robert Hales |

| |            | |
| mete: T. Brown | Marcatori  | mete: Aporosa. Joeli 2 trasf.: Nemesio |
| 15.D Burgess (c.), 14.J Lorenz, 13.T Brown, 12.J Pavey, 11.GC Rowles, 10.TJ Cummings, 9.B Ellison, 8.JF Porter, 7.MP Chambers, 6.H Calder, 5.C Pollard, 4.T Bunyan, 3.D Lillywhite, 2.L Patterson, 1.R Scurfield | Formazioni | 15.Rasiosateki, Petero, 14.Robe, Aporosa, 13.Vola, Setareki, 12.Nasova, Josateki, 11.Daunitutu, Suliasi, 10.Raikuna, Jone, 9.Ratuveilawa, Nemesio, 8.Naucabalavu, Joeli, 7.Nadredre, Adriu, 6.Toga, Sela, 5.Naucabalavu (Snr), Jope, 4.Soqosoqo, Aca, 3.Cavu, Suliasi, 2.Walisolisoli, Severo, 1.Tukana, Ulaiasi |